# یونیورسیتی هایتس (اوهایو)
یونیورسیتی هایتس(به انگلیسی: University Heights) شهری در ایالت اوهایو کشور ایالات متحده آمریکا است که جمعیت آن در سرشماری سال ۲۰۱۰ میلادی، ۱۳٬۵۳۹ نفر بوده‌است.